# Odynerus bicolor
Odynerus bicolor är en stekelart som beskrevs av Maurice Maindron 1882. Odynerus bicolor ingår i släktet lergetingar, och familjen Eumenidae.

## Underarter
Arten delas in i följande underarter:
- O. b. nigrocinctoides
- O. b. flavescentulus
- O. b. aurantiopictus